# La stagione della vendemmia
La stagione della vendemmia (The Best of C. L. Moore) è una raccolta di racconti di fantasy e fantascienza composti da Catherine Lucille Moore e originariamente editi su varie riviste fra novembre 1933 e ottobre 1946; fu pubblicata per la prima volta negli Stati Uniti dalla casa editrice Doubleday entro la collana Science Fiction Book Club, come uscita del novembre 1975. Nel febbraio di quello stesso anno Doubleday aveva già stampato un volume analogo dedicato al marito e collaboratore di Moore, The Best of Henry Kuttner.
L'antologia è stata pubblicata in Italiano nel 1991 entro la collana Classici Urania di Mondadori.

## Contenuto della raccolta
Il volume antologizza i primi due racconti del ciclo di Northwest Smith e il primo della saga di Jirel di Joiry, già editi in Shambleau (Shambleau and Others, 1953), sei racconti autoconclusivi mai apparsi prima in volume, e un racconto autoconclusivo composto da Moore assieme a Henry Kuttner (qui non accreditato) e già apparso in No Boundaries (1955). La prima edizione includeva inoltre due testi di apparato: un'introduzione composta da Lester Del Rey, assente nelle successive ristampe, e una postfazione autografa di Moore.
Nell'edizione originale i dieci racconti sono disposti in ordine di composizione, risultando nella scansione seguente:
- Forty Years of C. L. Moore di Lester Del Rey

1. Shambleau, Weird Tales novembre 1933;
2. Black Thirst, Weird Tales  aprile 1934;
3. The Bright Illusion, Astounding Stories ottobre 1934;
4. The Black God's Kiss, Weird Tales ottobre 1934;
5. Tryst in Time, Astounding Stories dicembre 1936;
6. Greather than Gods, Astounding Science-Fiction luglio 1939;
7. Fruit of Knowledge, Unknown Fantasy Fiction ottobre 1940;
8. No Woman Born, Astounding Science Fiction dicembre 1944;
9. Daemon, Famous Fantastic Mysteries ottobre 1946;
10. Vintage Season, Astounding Science Fiction settembre 1946. Collaborazione con Kuttner.

- Afterword: Footnote to "Shambleau"... and Others di C. L. Moore

## Edizione italiana
La traduzione Mondadori antepone all'introduzione di Del Rey una prefazione di Nicoletta Vallorani e divide i racconti in due blocchi tematici: prima i sette testi autoconclusivi tradotti da Delio Zinoni, poi le avventure di Northwest Smith e Jirel di Joiry tradotte da Giuseppe Lippi e introdotte dalla postfazione di Moore. Ne risulta la disposizione seguente:
- Donne in corriera [sic!] di Nicoletta Vallorani
- Quarant'anni di C. L. Moore (Forty Years of C. L. Moore) di Lester Del Rey

1. Luminosa illusione (The Bright Illusion);
2. Appuntamento nel tempo (Tryst in Time);
3. Più grande degli dei (Greather than Gods);
4. Il frutto della conoscenza (Fruit of Knowledge);
5. Fra tutte le donne nate (No Woman Born);
6. Demone (Daemon);
7. La stagione della vendemmia (Vintage Season).

- Qualche nota su Shambleau e altre storie (Afterword: Footnote to "Shambleau"... and Others) di C. L. Moore

1. Shambleau (Shambleau);
2. Sete nera (Black Thirst);
3. Il bacio del dio nero (The Black God's Kiss).